# Байшу-Вога
Субрегион Байшу-Вога (порт. Baixo Vouga) — экономико-статистический субрегион в центральной Португалии.
Входит в состав Центрального региона.
Включает в себя часть округа Авейру.
Территория — 1802 км². Население — 398 467 человек. Плотность населения — 221,1 чел./км².

## География
Субрегион граничит:
- на севере — субрегионы Большой Порту и Энтре-Дору-и-Вога
- на востоке — субрегион Дан-Лафойнш
- на юге — субрегион Байшу-Мондегу
- на западе — Атлантический океан

## Муниципалитеты
Субрегион включает в себя 12 муниципалитетов округа Авейру:
- Авейру
- Агеда
- Албергария-а-Велья
- Анадия
- Вагуш
- Ильяву
- Меальяда
- Муртоза
- Овар
- Оливейра-ду-Байру
- Север-ду-Вога
- Эштаррежа